# Bitwa pod Mostem
Bitwa pod Mostem – starcie zbrojne, które miało miejsce  5 sierpnia 1421 roku w okresie wojen husyckich.
5 sierpnia 1421 wojska husyckie pod dowództwem Jana Želivskiego, oblegające zamek w Brüx zostały zaatakowane przez wojska Fryderyka I i wspierających go sąsiadów. Według historyków, klęska husytów miała miejsce, gdyż ci, mimo gotowego wagenburga opuścili umocnienia chcąc zaatakować wroga. Pierwsze, źle zorganizowane natarcie zostało szybko odparte przez katolickich feudałów, którzy po krótkiej walce złamali opór husytów, zmuszając ich do ucieczki. Całkowitemu zniszczeniu sił husyckich zapobiegli jednak strzelcy, którzy rozpoczęli ostrzał wroga bronią palną.  